# Urdos
Urdos är en kommun i departementet Pyrénées-Atlantiques i regionen Nouvelle-Aquitaine i sydvästra Frankrike. Kommunen ligger i kantonen Accous som tillhör arrondissementet Oloron-Sainte-Marie. År 2022 hade Urdos 70 invånare.

## Befolkningsutveckling
Antalet invånare i kommunen Urdos
| Referens: INSEE |